# Герберт Голмс
Герберт Голмс (англ. Holmes Herbert; 30 липня 1882 — 26 січня 1956) — англійський характерний актор, який знімався в голлівудських фільмах з 1915 по 1952 рік.

## Біографія
Горацій Едвард Дженнер (англ. Horace Edward Jenner) народився 30 липня 1882 року. Емігрував до Сполучених Штатів в 1912 році. Був першим сином Неда Герберта, який працював актором-коміком в британському театрі. Актор не знявся в жодному британському фільмі, за свою кар'єру в США знявся в 228 фільмах, починаючи з ролей в німих фільмах і закінчуючи численними другорядними ролями у багатьох класичних голлівудських фільмах ери звукового кіно, в тому числі «Одіссея капітана Блада» (1935), «Атака легкої кавалерії» (1936), «Життя Еміля Золя» (1937), «Пригоди Робін Гуда» (1938), і «Іноземний кореспондент» (1940).
Найбільш відомою є його роль супутника доктора Джекіла, доктора Леньона, у фільмі «Доктор Джекіл і містер Хайд» (1931), після чого він знімався переважно в фільмах жахів: «The Terror» (1928), «Тринадцятий стілець» (1929 і 1937), «Таємниця музею воскових фігур» (1933), «Людина-невидимка» (1933), «Знак вампіра» (1935), «Вежа смерті» (1939), «Привид Франкенштейна» (1942), «Безсмертний Монстр» (1942), «Прокляття мумії» і «Син доктора Джекіла» (1952). Він також грав в декількох серіалах кінокомпанії «Universal Studios» про Шерлока Голмса в 1940-х. Припинив зніматися в 1952 році.
Герберт був одружений тричі. Його першою дружиною була актриса Беріл Мерсер, його друга дружина була Елінор Кершоу Інс, вдова кіно магната Томаса Інса. Обидва ці шлюби закінчилися розлученням. Третя дружина Агнес Бартолом'ю померла, залишивши Герберта вдівцем, в 1955 році.
Помер в 1956 році у віці 74 років.

## Часткова фільмографія
- 1926 — Експрес медового місяця
- 1927 — Гніздо / The Nest
- 1929 — Поцілунок / The Kiss
- 1930 — Розлучення / The Divorcee
- 1931 — Доктор Джекіл і містер Гайд
- 1934 — Династія Ротшильдів
- 1938 — Пригоди Шерлока Голмса
- 1939 — Приватне життя Єлизавети і Ессекса
- 1942 — Привид Франкенштейна
- 1944 — Перлина смерті
- 1944 — Прокляття мумії